# Trace Worthington
Tracy Jon „Trace” Worthington (ur. 28 listopada 1969 w Minneapolis) – amerykański narciarz, specjalista narciarstwa dowolnego. Na mistrzostwach świata w La Clusaz zdobył złote medale w skokach akrobatycznych i kombinacji. Ponadto wywalczył także srebrny medal w kombinacji na mistrzostwach świata w Altenmarkt. Jego najlepszym wynikiem olimpijskim było 5. miejsce w skokach akrobatycznych na igrzyskach olimpijskich w Lillehammer.
Najlepsze wyniki w Pucharze Świata osiągnął w sezonie 1992/1993, kiedy to triumfował w klasyfikacji generalnej oraz w klasyfikacji kombinacji, a w skoków akrobatycznych był drugi. W sezonie 1991/1992 również był pierwszy w klasyfikacjach generalnej i kombinacji. W sezonie 1994/1995 był drugi w klasyfikacji generalnej oraz pierwszy w klasyfikacjach skoków akrobatycznych i kombinacji. W sezonach 1989/1990, 1990/1991 i 1993/1994 był trzeci w klasyfikacji generalnej. W sezonie 1990/1991 był drugi, a w sezonie 1989/1990 trzeci w klasyfikacji kombinacji.
W 1997 r. zakończył karierę.

## Osiągnięcia

### Igrzyska olimpijskie
| Miejsce | Dzień     | Rok  | Miejscowość | Konkurencja        | Zwycięzca            |
| ------- | --------- | ---- | ----------- | ------------------ | -------------------- |
| 19.     | 16 lutego | 1994 | Lillehammer | Jazda po muldach   | Jean-Luc Brassard    |
| 5.      | 24 lutego | 1994 | Lillehammer | Skoki akrobatyczne | Andreas Schönbächler |

### Mistrzostwa świata
| Miejsce | Dzień     | Rok  | Miejscowość | Konkurencja        | Zwycięzca          |
| ------- | --------- | ---- | ----------- | ------------------ | ------------------ |
| 5.      | 5 marca   | 1989 | Oberjoch    | Skoki akrobatyczne | Lloyd Langlois     |
| 24.     | 12 lutego | 1991 | Lake Placid | Balet              | Lane Spina         |
| 27.     | 14 lutego | 1991 | Lake Placid | Jazda po muldach   | Edgar Grospiron    |
| 14.     | 17 lutego | 1991 | Lake Placid | Skoki akrobatyczne | Philippe LaRoche   |
| 4.      | 17 lutego | 1991 | Lake Placid | Kombinacja         | Siergiej Szuplecow |
| 2.      | 11 marca  | 1993 | Altenmarkt  | Kombinacja         | Siergiej Szuplecow |
| 25.     | 12 marca  | 1993 | Altenmarkt  | Balet              | Fabrice Becker     |
| 18.     | 13 marca  | 1993 | Altenmarkt  | Jazda po muldach   | Jean-Luc Brassard  |
| 5.      | 14 marca  | 1993 | Altenmarkt  | Skoki akrobatyczne | Philippe LaRoche   |
| 1.      | 16 lutego | 1995 | Clusaz      | Kombinacja         | –                  |
| 1.      | 19 lutego | 1995 | Clusaz      | Skoki akrobatyczne | –                  |

#### Miejsca w klasyfikacji generalnej
- sezon 1988/1989: 18.
- sezon 1989/1990: 3.
- sezon 1990/1991: 3.
- sezon 1991/1992: 1.
- sezon 1992/1993: 1.
- sezon 1993/1994: 3.
- sezon 1994/1995: 2.
- sezon 1995/1996: 66.
- sezon 1996/1997: 47.

#### Miejsca na podium
1. Calgary – 21 stycznia 1989 (Skoki akrobatyczne) – 2. miejsce
2. Voss – 12 marca 1989 (Skoki akrobatyczne) – 2. miejsce
3. Åre – 18 marca 1989 (Skoki akrobatyczne) – 2. miejsce
4. Tignes – 16 grudnia 1989 (Kombinacja) – 2. miejsce
5. Mont Gabriel – 7 stycznia 1990 (Kombinacja) – 3. miejsce
6. Mont Gabriel – 7 stycznia 1990 (Skoki akrobatyczne) – 2. miejsce
7. Calgary – 28 stycznia 1990 (Kombinacja) – 3. miejsce
8. Inawashiro – 11 lutego 1990 (Kombinacja) – 3. miejsce
9. Clusaz – 14 marca 1990 (Skoki akrobatyczne) – 1. miejsce
10. Clusaz – 16 marca 1990 (Kombinacja) – 1. miejsce
11. La Plagne – 2 grudnia 1990 (Kombinacja) – 2. miejsce
12. Tignes – 7 grudnia 1990 (Skoki akrobatyczne) – 3. miejsce
13. Tignes – 8 grudnia 1990 (Kombinacja) – 1. miejsce
14. Zermatt – 16 grudnia 1990 (Kombinacja) – 2. miejsce
15. Breckenridge – 19 stycznia 1991 (Kombinacja) – 1. miejsce
16. Breckenridge – 20 stycznia 1991 (Skoki akrobatyczne) – 3. miejsce
17. Mont Gabriel – 3 lutego 1991 (Kombinacja) – 1. miejsce
18. Clusaz – 21 lutego 1991 (Kombinacja) – 2. miejsce
19. Clusaz – 21 lutego 1991 (Skoki akrobatyczne) – 2. miejsce
20. Skole – 26 lutego 1991 (Kombinacja) – 2. miejsce
21. Skole – 26 lutego 1991 (Skoki akrobatyczne) – 1. miejsce
22. Voss – 10 marca 1991 (Kombinacja) – 2. miejsce
23. Voss – 10 marca 1991 (Skoki akrobatyczne) – 3. miejsce
24. Pyhätunturi – 17 marca 1991 (Kombinacja) – 2. miejsce
25. Tignes – 7 grudnia 1991 (Kombinacja) – 2. miejsce
26. Zermatt – 11 grudnia 1991 (Skoki akrobatyczne) – 1. miejsce
27. Zermatt – 12 grudnia 1991 (Kombinacja) – 1. miejsce
28. Piancavallo – 17 grudnia 1991 (Kombinacja) – 1. miejsce
29. Whistler Blackcomb – 12 stycznia 1992 (Skoki akrobatyczne) – 2. miejsce
30. Whistler Blackcomb – 12 stycznia 1992 (Kombinacja) – 1. miejsce
31. Breckenridge – 19 stycznia 1992 (Kombinacja) – 1. miejsce
32. Lake Placid – 25 stycznia 1992 (Skoki akrobatyczne) – 3. miejsce
33. Lake Placid – 25 stycznia 1992 (Kombinacja) – 1. miejsce
34. Oberjoch – 2 lutego 1992 (Kombinacja) – 2. miejsce
35. Inawashiro – 1 marca 1992 (Kombinacja) – 1. miejsce
36. Madarao – 5 marca 1992 (Kombinacja) – 1. miejsce
37. Madarao – 5 marca 1992 (Skoki akrobatyczne) – 1. miejsce
38. Madarao – 8 marca 1992 (Kombinacja) – 1. miejsce
39. Altenmarkt – 14 marca 1992 (Kombinacja) – 1. miejsce
40. Piancavallo – 17 grudnia 1992 (Kombinacja) – 2. miejsce
41. Whistler Blackcomb – 10 stycznia 1993 (Kombinacja) – 1. miejsce
42. Whistler Blackcomb – 10 stycznia 1993 (Skoki akrobatyczne) – 3. miejsce
43. Breckenridge – 17 stycznia 1993 (Skoki akrobatyczne) – 2. miejsce
44. Breckenridge – 17 stycznia 1993 (Kombinacja) – 1. miejsce
45. Lake Placid – 23 stycznia 1993 (Kombinacja) – 1. miejsce
46. Le Relais – 31 stycznia 1993 (Skoki akrobatyczne) – 2. miejsce
47. Le Relais – 31 stycznia 1993 (Kombinacja) – 1. miejsce
48. La Plagne – 26 lutego 1993 (Kombinacja) – 2. miejsce
49. La Plagne – 27 lutego 1993 (Skoki akrobatyczne) – 3. miejsce
50. La Plagne – 27 lutego 1993 (Kombinacja) – 1. miejsce
51. Lillehammer – 28 marca 1993 (Kombinacja) – 1. miejsce
52. Lillehammer – 28 marca 1993 (Skoki akrobatyczne) – 1. miejsce
53. Tignes – 12 grudnia 1993 (Kombinacja) – 1. miejsce
54. Tignes – 12 grudnia 1993 (Skoki akrobatyczne) – 1. miejsce
55. Lake Placid – 22 stycznia 1994 (Skoki akrobatyczne) – 3. miejsce
56. Altenmarkt – 5 marca 1994 (Kombinacja) – 1. miejsce
57. Altenmarkt – 5 marca 1994 (Skoki akrobatyczne) – 2. miejsce
58. Tignes – 17 grudnia 1994 (Kombinacja) – 1. miejsce
59. Whistler Blackcomb – 8 stycznia 1995 (Kombinacja) – 2. miejsce
60. Breckenridge – 15 stycznia 1995 (Skoki akrobatyczne) – 3. miejsce
61. Breckenridge – 15 stycznia 1995 (Kombinacja) – 1. miejsce
62. Le Relais – 22 stycznia 1995 (Skoki akrobatyczne) – 1. miejsce
63. Le Relais – 22 stycznia 1995 (Kombinacja) – 1. miejsce
64. Lake Placid – 28 stycznia 1995 (Skoki akrobatyczne) – 1. miejsce
65. Lake Placid – 28 stycznia 1995 (Kombinacja) – 1. miejsce
66. Oberjoch – 4 lutego 1995 (Skoki akrobatyczne) – 2. miejsce
67. Oberjoch – 4 lutego 1995 (Kombinacja) – 1. miejsce
68. Altenmarkt – 10 lutego 1995 (Skoki akrobatyczne) – 1. miejsce
69. Kirchberg – 24 lutego 1995 (Kombinacja) – 3. miejsce
70. Lillehammer – 4 marca 1995 (Skoki akrobatyczne) – 2. miejsce
71. Lillehammer – 5 marca 1995 (Kombinacja) – 1. miejsce
72. Hundfjället – 10 marca 1995 (Kombinacja) – 3. miejsce
73. Hundfjället – 11 marca 1995 (Skoki akrobatyczne) – 1. miejsce

- W sumie 37 zwycięstw, 23 drugich i 13 trzecich miejsc.